# Scutiger (grzyby)
Scutiger Paulet (przyziemek) – rodzaj grzybów z rodziny naziemkowatych (Albatrellaceae). W Polsce występuje jeden gatunek.

## Systematyka i nazewnictwo
Pozycja w klasyfikacji według Index Fungorum: Albatrellaceae, Russulales, Incertae sedis, Agaricomycetes, Agaricomycotina, Basidiomycota, Fungi.
Gatunki:
- Scutiger decurrens (Underw.) Murrill 1903
- Scutiger holocyaneus (G.F. Atk.) Murrill 1903
- Scutiger pes-caprae (Pers.) Bondartsev & Singer 1941 – przyziemek kozionogi
- Scutiger tuberosus Paulet 1793

Wykaz gatunków i nazwy naukowe na podstawie Index Fungorum. Nazwa polska na podstawie rekomendacji Komisji ds. Polskiego Nazewnictwa Grzybów przy Polskim Towarzystwie Mykologicznym..